# Coleophora juglandella
Coleophora juglandella é uma espécie de mariposa do gênero Coleophora pertencente à família Coleophoridae.